# Schnabelwaid
Schnabelwald là một đô thị ở huyện Bayreuth bang Bayern nước Đức. Đô thị Schnabelwaid có diện tích 21,28 km², dân số thời điểm ngày 31 tháng 12 năm 2006 là 1023 người.